# Listă de senatori ai Senatului Statelor Unite ale Americii din statul Oregon

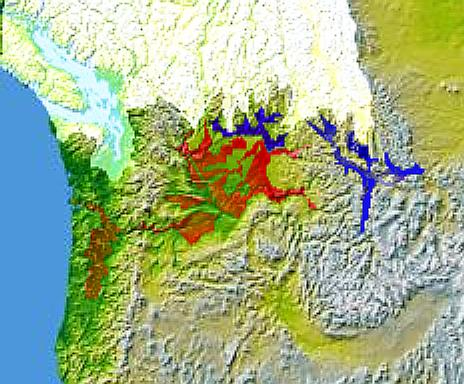
Harta satelit NASA a statului

Statul Oregon a fost admis în Uniune la 14 februarie 1859 și are (conform Constituției Statelor Unite ale Americii) doi senatori, unul de clasa II și unul de clasa III. Actualii senatorii de Oregon în Senatul federal american sunt Ron Wyden (D) și Jeff Merkley (D).
Înaite de 1906, senatorii din partea statului Oregon fuseseră aleși de legislatura statală, Oregon Legislative Assembly. În 1904, alegătorii din Oregon votaseră un proiect de lege care legifera alegerea senatorilor de către voturile directe ale cetățenilor. Ulterior, proiectul de lege a fost acceptat și de către legislatura statală. Începând cu anul 1914, senatorii au început să fie aleși pe baza votării directe, conform celui de-al Șaptesprezecelea amendament al Constituției Uniunii.

## Clasa II
| Senator                 | Senator | Partid     | Preluarea mandatului | Predarea mandatului | Motiv                   | Note                                                                                                |
| ----------------------- | ------- | ---------- | -------------------- | ------------------- | ----------------------- | --------------------------------------------------------------------------------------------------- |
| Delazon Smith           |         | Democrat   | 14 februarie 1859    | 3 martie 1859       | Realegeri pierdute      | |
| Edward D. Baker         |         | Republican | 1 octombrie 1860     | 21 octombrie 1861   | Decedat                 | |
| Benjamin Stark          |         | Democrat   | 27 februarie 1862    | 1 decembrie 1862    | Retras                  | |
| Benjamin F. Harding     |         | Democratic | 1 decembrie 1862     | 3 martie 1865       | Retras                  | |
| George H. Williams      |         | Republican | 4 martie 1865        | 3 martie 1871       | Realegeri pierdute      | Procuror general al Uniunii (1872–1875)                                                             |
| James K. Kelly          |         | Democratic | 4 martie 1871        | 3 martie 1877       | Retras                  | Șef al Tribunalului Suprem al statului Oregon Chief Justice of the Oregon Supreme Court (1878–1882) |
| La Fayette Grover       |         | Democratic | 4 martie 1877        | 3 martie 1883       | Retras                  | Guvernator al statului Oregon (1871–1877)                                                           |
| Joseph N. Dolph         |         | Republican | 4 martie 1883        | 3 martie 1895       | Realegeri pierdute      | |
| George W. McBride       |         | Republican | 4 martie 1895        | 3 martie 1901       | Renominalizare pierdută | Președinte al Camerei Reprezentanților statului Oregon                                              |
| John H. Mitchell        |         | Republican | 4 martie 1901        | 8 decembrie 1905    | Decedat                 | A servit ca senator de Oregon de Clasa 3                                                            |
| John M. Gearin          |         | Democratic | 21 decembrie 1905    | 23 ianuarie 1907    | Retras                  | |
| Frederick W. Mulkey     |         | Republican | 30 ianurie 1907      | 3 martie 1907       | Retras                  | Ales prin vot direct, votat de Legislatura statală                                                  |
| Jonathan Bourne, Jr.    |         | Republican | 4 martie 1907        | 3 martie 1913       | Renominalizare pierdută | Ales prin vot direct, votat de Legislatura statală                                                  |
| Harry Lane              |         | Democratic | 4 martie 1913        | 23 mai 1917         | Decedat                 | Ales prin vot direct, votat de Legislatura statală                                                  |
| Charles L. McNary       |         | Republican | 8 iunie 1917         | 9 decembrie 1918    | Retras                  | Numit                                                                                               |
| Frederick W. Mulkey     |         | Republican | 6 noiembrie 1918     | 17 decembrie 1918   | Demisionat              | Primul senator de Oregon de Clasa 2 ales direct datorită celui de-al 17-lea amendament              |
| Charles L. McNary       |         | Republican | 17 decembrie 1918    | 25 februarie 1944   | Decedat                 | |
| Guy Cordon              |         | Republican | 13 martie 1944       | 3 ianuarie 1955     | Realegeri pierdute      | |
| Richard L. Neuberger    |         | Democratic | 3 ianuarie 1955      | 9 martie 1960       | Decedat                 | |
| Hall S. Lusk            |         | Democratic | 23 martie 1960       | 9 noiembrie 1960    | Retras                  | Judecător al Tribunalului Suprem al statului Oregon (1937–1960)                                     |
| Maurine Brown Neuberger |         | Democratic | 9 noiembrie 1960     | 3 ianuarie 1967     | Retras                  | |
| Mark Hatfield           |         | Republican | 3 ianuarie 1967      | 3 ianuarie 1997     | Retras                  | Guvernator al statului Oregon (1959–1967)                                                           |
| Gordon Smith            |         | Republican | 3 ianuarie 1997      | 3 ianuarie 2009     | Realegeri pierdute      | |
| Jeff Merkley            |         | Democratic | 3 ianuarie 2009      | În funcție          |                         | Președinte al Camerei Reprezentanților statului Oregon (2007–2009)                                  |

## Clasa III
| Senator               | Senator     | Partid politic | Preluarea oficiului | Predarea oficiului | Motiv                      | Note |
| --------------------- | ----------- | -------------- | ------------------- | ------------------ | -------------------------- | --- |
| Joseph Lane           |             | Democratic     | 14 februarie 1859   | 3 martie 1861      | Retras                     | |
| James W. Nesmith      |             | Democratic     | 4 martie 1861       | 3 martie 1867      | Pierderea realegerii       | |
| Henry W. Corbett      |             | Republican     | 4 martie 1867       | 3 martie 1873      | Retras                     | |
| John H. Mitchell      |             | Republican     | 4 martie 1873       | 3 martie 1879      | Pierderea realegerii       | A servit ca senator de Oregon de Class 2 |
| James H. Slater       |             | Democratic     | 4 martie 1879       | 3 martie 1885      |                            | |
| John H. Mitchell      |             | Republican     | December 17, 1885   | 3 martie 1897      | Pierderea realegerii       | A servit ca senator de Oregon de Class 2 |
| Joseph Simon          |             | Republican     | 7 octombrie 1898    | 3 martie 1903      | Retras                     | |
| Charles W. Fulton     |             | Republican     | 4 martie 1903       | 3 martie 1909      | Pierderea realegerii       | |
| George E. Chamberlain |             | Democratic     | 4 martie 1909       | 3 martie 1921      | Pierderea realegerii       | Ales prin vot direct, votat de Legislatura statală (1908) Reales conform celui de-al 17-lea amendament (1914) Guvernator al statului Oregon (1903–1909) |
| Robert N. Stanfield   |             | Republican     | 4 martie 1921       | 3 martie 1927      | Pierderea realegerilor     | Președinte al Camerei Reprezentanților statului Oregon Speaker of the Oregon House of Representatives (1917)                                            |
| Frederick Steiwer     |             | Republican     | 4 martie 1927       | 31 ianuarie 1938   | Demisionat                 | |
| Alfred E. Reames      |             | Democratic     | 11 februarie 1938   | 9 noiembrie 1938   | Pensionat                  | |
| Alexander G. Barry    |             | Republican     | 9 noiembrie 1938    | 3 ianuarie 1939    | Pensionat                  | |
| Rufus C. Holman       |             | Republican     | 3 ianuarie 1939     | 3 ianuarie 1945    | Pierderea re-nominalizării | |
| Wayne Morse           |             | Republican     | 3 ianuarie 1945     | 3 ianuarie 1969    | Pierderea realegerii       | |
| Wayne Morse           | Independent |                | 3 ianuarie 1945     | 3 ianuarie 1969    | Pierderea realegerii       | |
| Wayne Morse           | Democratic  |                | 3 ianuarie 1945     | 3 ianuarie 1969    | Pierderea realegerii       | |
| Bob Packwood          |             | Republican     | 3 ianuarie 1969     | 1 octombrie 1995   | Demisionat                 | |
| Ron Wyden             |             | Democratic     | 6 februarie 1996    | În funcție         |                            | |